# Семенова Марина Тимофіївна
Семенова Марина Тимофіївна (12 червня 1908, Санкт-Петербург — 9 червня 2010, Москва) — радянська російська балерина, балетмейстер, Народна артистка СРСР (1975), лауреат Сталінської премії першого ступеня (1941), Герой Соціалістичної Праці (1988),, професор Російської академії театрального мистецтва. 

## Біографія
Народилася в родині службовця, який рано помер, залишивши шістьох дітей. Через деякий час з'явився вітчим — Микола Олександрович Шелоумов, робочий Петроградського заводу. Життя дівчинки змінила подруга її матері, Катерина Георгіївна Карина, непрофесійна любителька балету, але вела танцювальний гурток, куди і стала ходити юна Марина; там вона вперше вийшла на сцену в одній з дитячих вистав. За порадою тієї ж Катерини Георгіївни Марину вирішили віддати вчитися в хореографічне училище.
Марина Семенова, одна з перших учениць А. Я. Ваганової, закінчила Ленінградське хореографічне училище в 1925 році. Ще одним педагогом Марини Семенової став директор училища Віктор Олександрович Семенов.
Свою першу партію Марина Семенова станцювала у тринадцятирічному віці. Це був одноактний балет Льва Іванова «Чарівна флейта». Все ж справжнім сценічним дебютом балерини Семенової слід вважати її виступ в балеті «Дон Кіхот». У вечір прем'єри разом з юною Семеновою на сцену вийшла прекрасна Вікторина Крігер — прославлена балерина Большого театру.
У 1925—1930 роках танцювала в трупі ленінградського Державного академічного театру опери та балету. Серед її перших партій на ленінградській сцені: Наїла в балеті «Струмок» Л. Деліба, Одетта-Одиллія в «Лебединому озері» Чайковського, Аврора і Флорина в «Сплячій красуні» Чайковського, Нікія в «Баядерці» Мінкуса, Цар-дівиця в балеті «Горбоконик» Пуні, Раймонда в однойменному балеті Глазунова. Частим партнером її став педагог-однофамілець Віктор Олександрович Семенов. Незабаром однофамільці одружилися і виступали разом. Шлюб виявився коротким.
У 1930 році балерина була переведена в Москву у Великий театр, де танцювала аж до 1952 року. Виконувала партії в старих класичних балетах, головним чином Маріуса Петіпа. Серед партій: Одетта-Одиллія в балеті «Лебедине озеро» Чайковського, «Жизель» Адана, Раймонда в балеті «Раймонда» Глазунова, Нікія в балеті «Баядерка» Мінкуса, Маша («Лускунчик» Чайковського), Кітрі («Дон-Кіхот»), Есмеральда («Собор Паризької Богоматері» — спектакль пройшов усього два рази і був знятий з репертуару), Діана в «Полум'я Парижу», Душечка в «Кріпосний панночці», Тао Хоа в «Червоному маку», Попелюшка.
В 1935—1936 роках виступала в Паризькій національній опері — в балеті «Жизель» та в концертних програмах, що включали фрагменти балетів «Лебедине озеро», «Спляча красуня» і «Шопеніана». Партнером М. Семенової був Серж Лифар, на запрошення якого вона і прибула. Вона також брала участь у благодійному концерті на користь артистів балету ветеранів Паризької опери.
Ще в 1930 році, переїхавши до Москви, стала цивільною дружиною відомого радянського державного діяча Л. М. Карахана. Проте через кілька років, у кривавому 37-му він був заарештований. 20 вересня 1937 Військовою колегією Верховного Суду засуджений до смертної кари. Розстріляний у той же день в будівлі ВКВС (кремований в Донському крематорії; посмертно реабілітований у 1956).
Знімалася в кінофільмах «Концерт-вальс» (1941) і «Великий концерт» (1951). У переможному 1945-му виконувала в опері «Іван Сусанін» в танцювальній сцені вальс.
З 1953 року Семенова стала педагогом-репетитором Большого театру. Серед її учнів — Майя Плісецька, Римма Карельська, Ніна Тимофєєва, Марина Кондратьєва, Ніна Ананіашвілі, Наталія Безсмертнова, Ніна Сорокіна, Світлана Адирхаєва, Людмила Семеняка, Наталія Касаткіна, Галина Степаненко, Надія Павлова, Микола Цискарідзе.
У 1954—1960 роках Марина Семенова викладала в Московському хореографічному училищі (нині Московська державна академія хореографії). У 1960 році вона стала одним з перших педагогів, які почали навчання майбутніх педагогів репетиторів в Державному інституті театрального мистецтва імені А. В. Луначарського (нині Російська академія театрального мистецтва). З 1997 року — професор РАТІ. В 1960 у М. Семенова, одна з перших у країні розпочала підготовку студентів за спеціальністю «педагог-репетитор».
Дочка від Всеволода Аксьонова — Катерина Аксьонова, в минулому артистка балету Великого театру, заслужена артистка Росії, пізніше перейшла на педагогічну роботу.